# Tepoto Nord
Tepoto Nord ou Toho ou Pukapoto est un atoll, constitué par une seule île, situé dans le groupe des Îles du Désappointement dans l'archipel des Tuamotu en Polynésie française. Le nom de Tepoto Nord a été choisi pour le différencier de Tepoto Sud, un atoll situé 425 km au sud-ouest, dans les îles Raevski.

## Géographie

### Situation
Tepoto Nord est situé à 17 km au sud-est de Napuka, l'atoll le plus proche – tous deux forment un duo d'îles très isolées et localisées au nord de l'archipel des Tuamotu, à mi-chemin vers les Marquises –, et à 915 km au nord-est de Tahiti. C'est une île de forme ovale qui s'étend sur 2,6 km de longueur et 1 km de largeur maximales pour une surface de 2 km2. L'atoll présente la particularité de ne pas avoir de lagon et en conséquence de posséder une route circulaire qui fait le tour de Tepoto Nord et passe par le principal village Tehekega.
Tepoto Nord est administrativement rattaché à la commune de Napuka.

### Démographie
En 2017, la population totale de Tepoto Nord est de 50 personnes, principalement regroupées dans le village de Tehekega ; son évolution est la suivante :
| 67                                                      | 62 | 65 | 54 | 44 | 61 | 50 |
| Sources ISPF et Gouvernement de la Polynésie française. |    |    |    |    |    |    |

## Histoire

### Peuplement polynésien et découverte par les Européens
La première mention de l'atoll par les Européens est due à l'explorateur britannique John Byron qui le 7 juin 1765, le nomme Wytoohee Island ou île de la Désolation. Il ne parvient cependant pas à mouiller l'ancre et renonce à débarquer en raison de l'hostilité des habitants. John Byron n'aura pas plus de succès à Napuka et pour cette raison, ne pouvant se ravitailler pour lutter contre le scorbut qui atteint son équipage, il donne à ces îles le nom d'îles de la Désolation. Tepoto Nord est également abordé le 23 août 1839 par le navigateur américain Charles Wilkes lors de son expédition australe.
Au milieu du XIXe siècle, l'atoll devient un territoire français.

### Période contemporaine
Du fait de son isolement Tepoto (ainsi que Napuka) fut l'un des derniers atolls des Tuamotu à préserver des coutumes polynésiennes traditionnelles, des spécificités linguistiques (le paumotu parlé à Napuka et Tepoto est l'une des sept variantes de cette langue polynésienne), et à être évangélisé en 1878. Pour cette raison, ils furent de premier intérêt pour les études ethnographiques et archéologiques de la première moitié du XXe siècle avec deux missions conduites en 1929 à Napuka et surtout en 1934 à Tepoto par Kenneth Emory. Ce dernier nota des techniques propres aux deux îles et disparues partout ailleurs. Il rapporte la description d'un rituel de sacrifice et consommation de tortues effectué sur le seul marae encore en état le « Te Tahata ». Près de ce marae furent mises à jour en 1984 de nombreuses sépultures humaines datant de 1850 qui sont probablement liées à la mort rapide des habitants de l'atoll après la venue d'un bateau américain ayant propagé une épidémie à laquelle furent très sensibles ces populations isolées.
En 1933, a été construite l'église Sainte-Thérèse, consacrée en 1975, et intégrée en 2004 à la paroisse du Sacré-Cœur de Napuka rattachée au diocèse de Papetee.